# Camp de concentration de Benninghausen
Le camp de concentration de Benninghausen était situé dans la commune de Benninghausen près de Lippstadt. Il a fonctionné du 29 mars au 28 septembre 1933.
Le camp était régi par la « Maison provinciale du travail » dont le directeur Hans Clemens dirigeait aussi le camp. Les prisonniers politiques qui y ont été détenus étaient dénommés « Prisonniers de police » (Polizeigefangene). L'initiative d'ériger ce camp revient à la sous-préfecture de Lippstadt. Les instructions pouvait également provenir du district d'Arnsberg. La surveillance était assurée par les SA, qui étaient alors dénommés « auxiliaires de police ». Bien que Clemens ait bien été le directeur officiel du camp, il semble que ce soit plutôt le Sturmhauptführer Wilhelm Pistor qui ait assuré le commandement effectif.

## Histoire
La maison du travail était déjà dans les années 1920 utilisée comme une prison auxiliaire de la justice, où étaient détenus des prisonniers politiques. 344 personnes ont été détenus à Benninghausen. Les premiers transports de 110 détenus, membres du KPD et du SPD sont arrivés le 29 mars 1933. Les 25 avril et 11 mai 1933 sont arrivés respectivement 19 et 39 personnes. 220 détenus au maximum ont été détenus à Benninghausen. 
Dès juillet 1933, en raison de libération et de transferts il ne restait que 108 détenus. Le 1er août 1933, 90 détenus ont été transférés à Papenbourg. Les 9 derniers prisonniers ont été transférés le 28 septembre 1933.

## Conditions de détention
Les détenus étaient soumis à l'arbitraire des hommes de la SA. Les raclées et les tortures psychologiques étaient quotidiennes. Plusieurs cas de tortures sont rapportés. D'anciens détenus ont témoigné de tentatives de suicide pour échapper à la torture. Avant sa libération, chaque détenu devait signer une déclaration selon laquelle il avait été bien soigné et pas battu.
Malgré tout un détenu a porté plainte en 1934. Le procureur général de Paderborn s'est saisi du cas. Dans sa déposition le directeur Clemens a affirmé qu'« il ne pouvait pas toujours être sur place et qu'il essayait de régler les incidents. Il écrivit que les hématomes  n'étaient pas la trace de coups mais plutôt des signes de  tentative ...] des blessures tout à fait superficielles [...]  provoquées [...] dans l'espoir d'être transféré de cette manière de la détention de protection vers un hôpital ».
Les traitements inhumains de Benninghausen ont été instruits dans trois procédures du procureur général de Paderborn en 1950 et 1951.

## Documentation
- (de) Reimer Möller: Benninghausen: Das Arbeitshaus als KZ, in: Benz/Distel (Hrsg.): Instrumentarium der Macht: Frühe Konzentrationslager 1933-1937, Berlin: Metropol 2003; S. 89-95.  (ISBN 3-936411-36-0)
- (de) Elisabeth Elling-Ruhwinkel: Sichern und Strafen. Das Arbeitshaus Benninghausen (1871-1945), Paderborn: Schöningh 2005.  (ISBN 3-506-71344-2)

## Source
- (de) Cet article est partiellement ou en totalité issu de l’article de Wikipédia en allemand intitulé « KZ Benninghausen » (voir la liste des auteurs).